# Agnes Bulmer

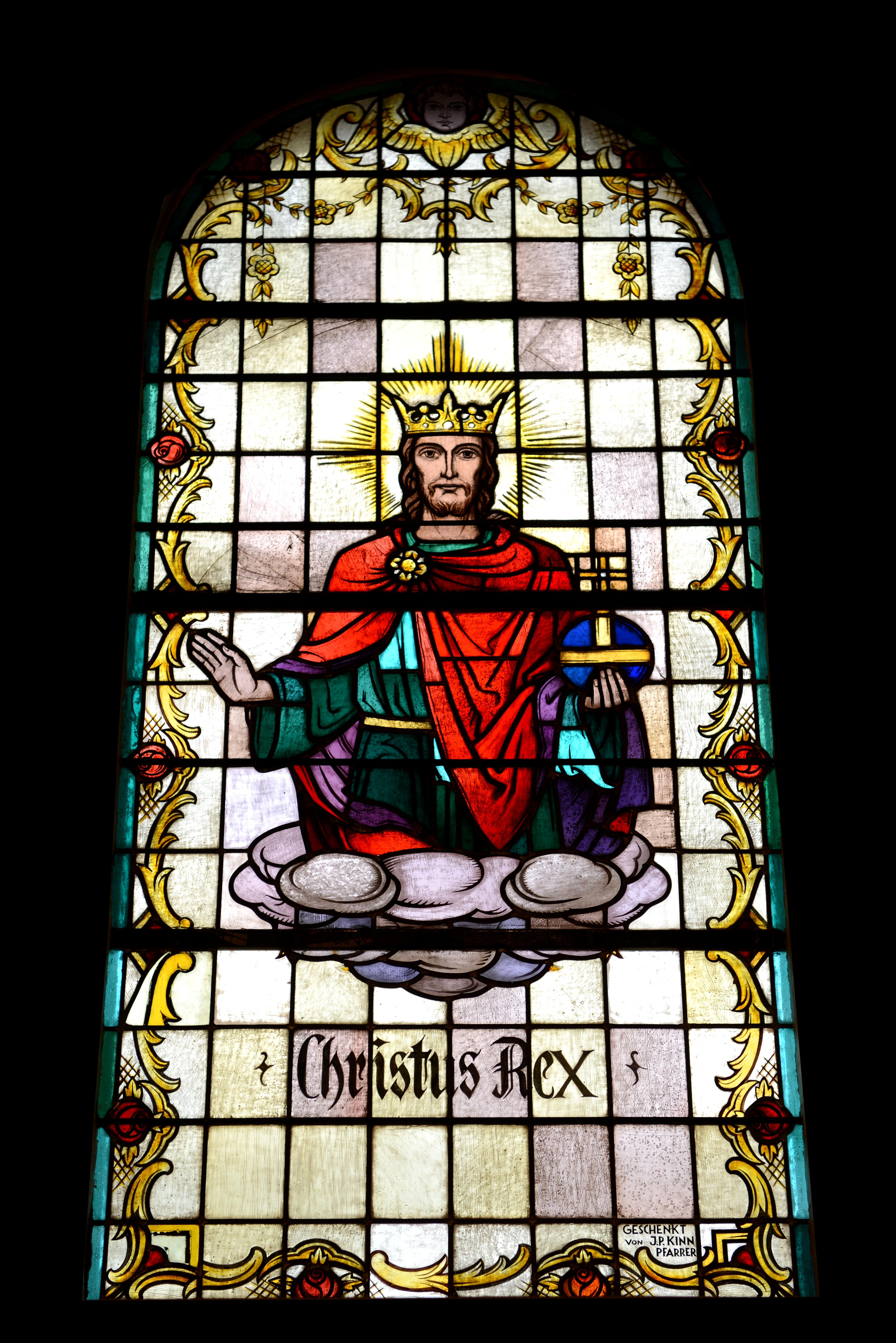
Chrystus jako Król, witraż

Agnes Bulmer (ur. 31 sierpnia 1775 w Londynie, zm. 20 sierpnia 1836 na Isle of Wight) – poetka angielska.
Agnes Bulmer urodziła się jako Agnes Collinson w rodzinie praktykujących metodystów Edwarda i Elizabeth Collinsonów. Była najmłodszą z trzech sióstr. Jej rodzice należeli do kręgu przywódcy kościoła metodystycznego, Johna Wesleya. To właśnie on ochrzcił małą Agnes, a w kilka lat później przyjął ją do prowadzonej przez zgromadzenie szkoły. Przyszła poetka od wczesnych lat
interesowała się literaturą. Gdy miała dwanaście lat, przeczytała Nocne rozmyślania Edwarda Younga, które wywarły duży wpływ na jej twórczość. W wieku czternastu lat opublikowała swój pierwszy utwór, elegię On the Death of Charles Wesley (Na śmierć Charlesa Wesleya). W 1793 roku wyszła za mąż za Josepha Bulmera, również metodystę.
Największym dziełem poetki stał się epos Messiah's Kingdom (Królestwo Mesjasza), podzielony na dwanaście ksiąg i liczący ponad 14 000 wersów. O tym poemacie mówi się, że jest najdłuższym dziełem napisanym przez kobietę. Dzieło, przynajmniej w zamierzeniu autorki, miało dorównać Rajowi utraconemu Johna Miltona. epos został zrecenzowany w The Methodist Magazine and Quarterly Review.
Na język polski przełożono najprawdopodobniej tylko drobny fragment Królestwa Mesjasza.